# Колібрі вогнеголовий
Колі́брі вогнеголовий (Sephanoides sephaniodes) — вид серпокрильцеподібних птахів родини колібрієвих (Trochilidae). Мешкає в Чилі і Аргентині.

## Опис

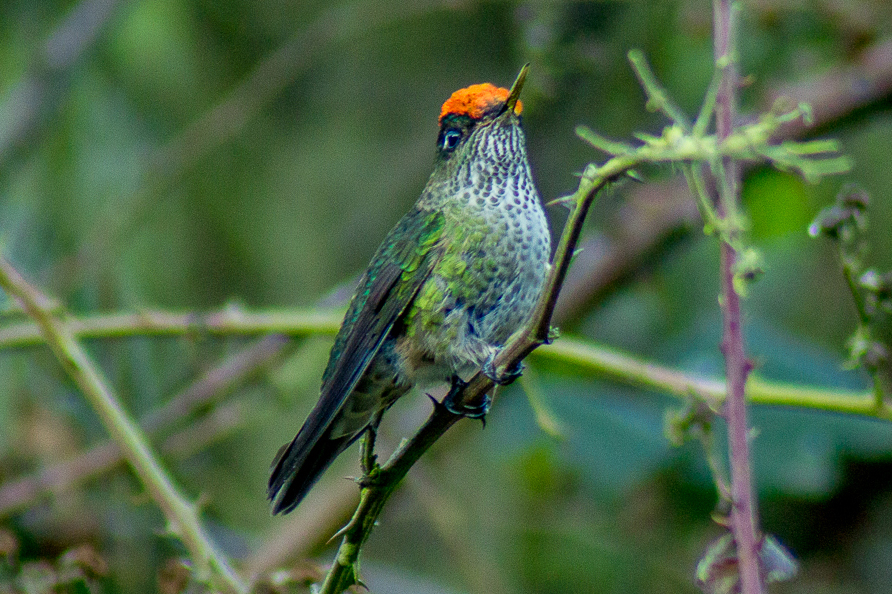
Самець вогнеголового колібрі (Природний парк Гомес-Карреньйо (природний парк))

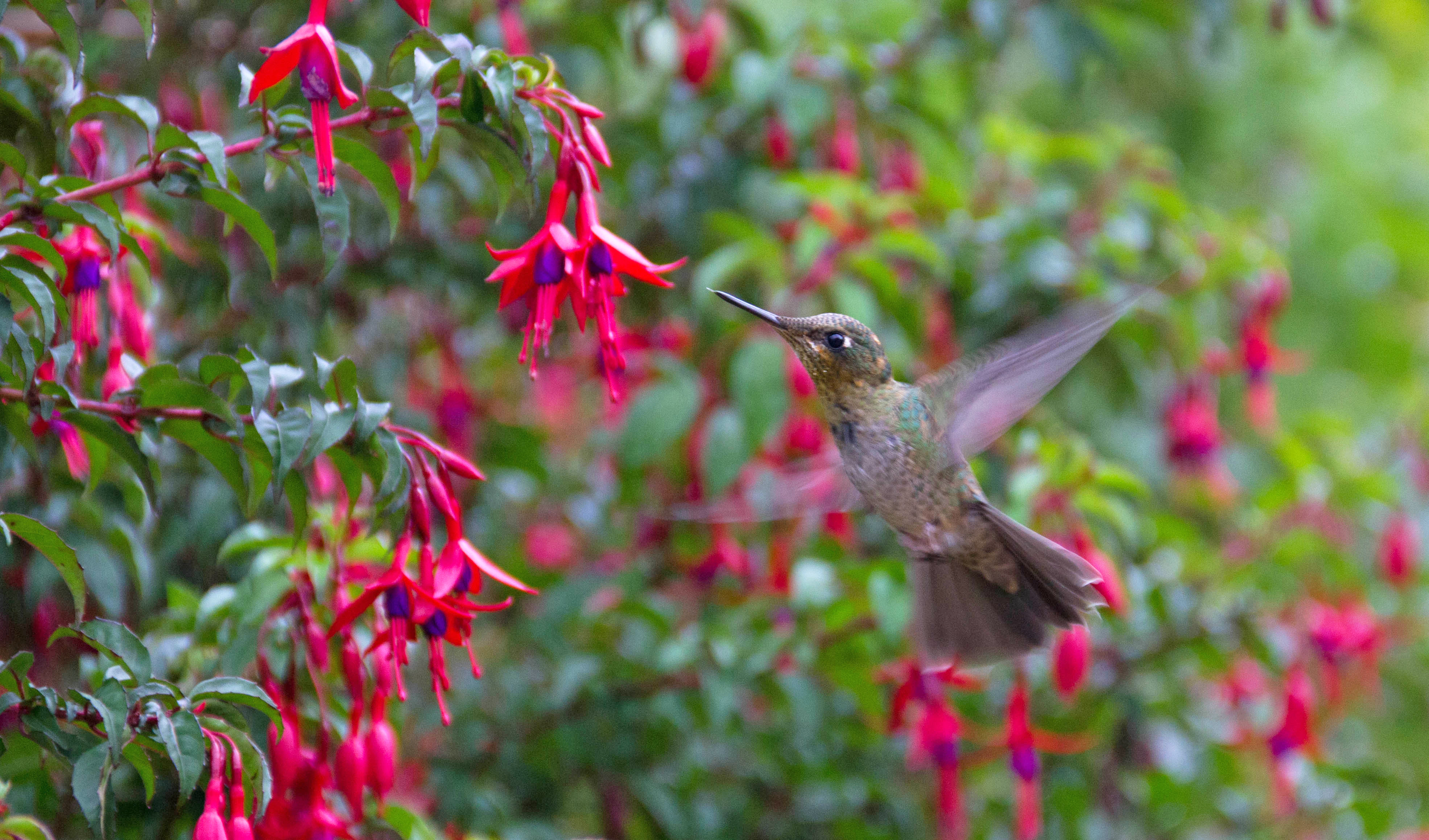
Самиця вогнеголового колібрі

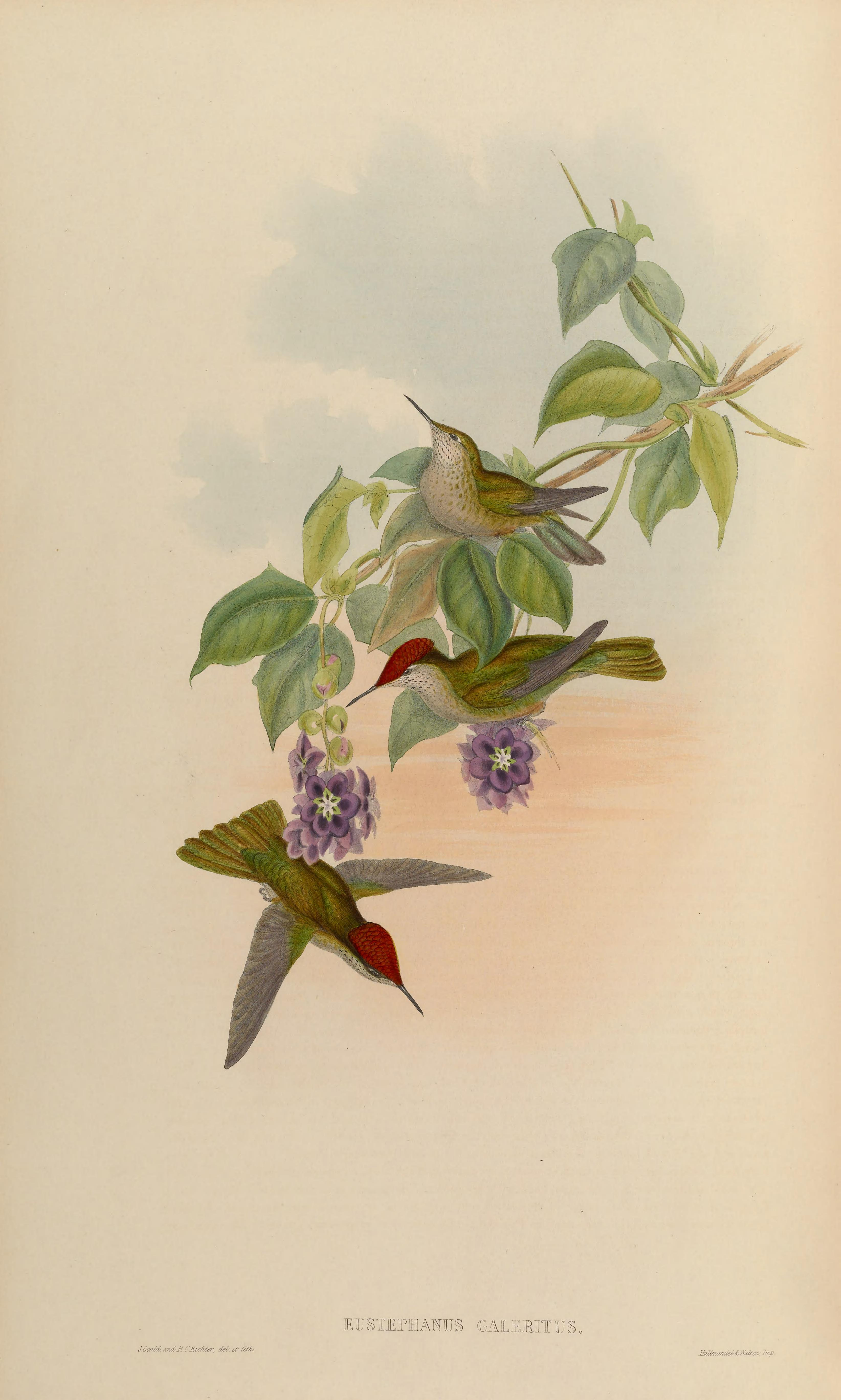
Вогнеголові колібрі

Довжина птаха становить 10-10,5 см. Самці важать 5,5 г, самиці 5 г. Самці є більшими за самиць, однак дзьоби у самиць більш довгі. У самців тім'я райдужно-вогнисто-червоно-жовте, верхня частина тіла бронзово-зелена, нижня частина тіла блідо-руда, боки поцятковані коричнювато-чорними і зеленими плямами. Крила і хвіст темно-зелені.у самиць райдужна плями на голові відсутні. У молодих птахів пера на голові мають іржасті краї, а нижня частина тіла більш коричнювата.

## Поширення і екологія
Вогнеголові колібрі гніздяться в Чилі (від Уаско на південь до Магальянеса) і в прилеглих районах на заході і південному заході Аргентини (на південь до Вогняної Землі), а також на островах Робінзона Крузо і Александра Селькірка в архіпелазі Хуан-Фернандес. Взимку вони мігрують на рівнини центральної Аргентини, досягаючи на сході Атлантичного океану. Північні популяції (на південь до Лос-Лагоса), а також популяції архіпелагу Хуан-Фернандес є осілими. Бродячі птахи спостерігалися на Фолклендських островах. Вогнеголові колібрі живуть в чагарникових заростях чилійського маторралю, на узліссях помірних широколистяних і мішаних лісів, на лісових галяинах, луках, плантаціях евкаліпта і в садах. Зустрічаються на висоті до 2000 м над рівнем моря.
Вогнеголові колібрі живляться нектаром різноманітних місцевих і інтродукованих квітучих рослин, зокрема з родів Abutilon, Embothrium і Fuchsia. На основах Хуан-Фернандес вони віддають перевагу нектару Dendroseris з родини айстрових і Rhaphithamnus з родини вербенових. Також вони доповнюють свій раціон комахами, яких ловлять в польоті або збирають з рослинності. Птахи захищають кормові території, можуть нападати навіть на великих птахів розміром з каракару. Вогнеголові колібрі є запилювачами багатьох квіткових рослин в помірних лісах Патагонії. Сезон розмноження у них триває з жовтня по листопад, іноді з вересня. На островах Хуан-Фернандес гніздування триває з вересня по гредень. Гніздо невелике, чашоподібне, іноді розміщується над водою. В кладці 2 яйця.